# Denis Sergejewitsch Terentjew
Denis Sergejewitsch Terentjew (russisch Денис Сергеевич Терентьев; * 13. August 1992 in Sankt Petersburg) ist ein russischer Fußballspieler.

## Karriere
Terentjew begann seine Laufbahn bei Zenit St. Petersburg. Im Mai 2012 debütierte er für die Profis von Zenit in der Premjer-Liga, als er am 44. Spieltag der Saison 2011/12 gegen Anschi Machatschkala in der 89. Minute für Tomáš Hubočan eingewechselt wurde. Im September 2012 wurde er für zwei Jahre an den Zweitligisten Tom Tomsk verliehen. Mit Tomsk stieg er am Ende der Saison 2012/13 in die Premjer-Liga auf. Während der Leihe kam er zu 15 Einsätzen in der Perwenstwo FNL und lediglich einem in der Premjer-Liga. Mit Tomsk stieg er 2014 wieder in die zweite Liga ab.
Zur Saison 2014/15 kehrte er wieder zu Zenit zurück, wo er 17 Einsätze für die zweite Mannschaft in der Perwenstwo PFL absolvierte. Im Februar 2015 wurde er ein zweites Mal nach Tomsk verliehen. Diesmal kam er zu neun Einsätzen in der zweithöchsten Spielklasse. Nach dem Ende der Leihe kehrte er nicht mehr zu Zenit zurück, sondern wechselte zur Saison 2015/16 zum FK Rostow. Für Rostow machte Terentjew in zwei Spielzeiten 38 Spiele in der Premjer-Liga.
Zur Saison 2017/18 kehrte er nach St. Petersburg zurück. Bei Zenit konnte er sich jedoch wieder nicht durchsetzen, in den ersten zwei Saisonen kam er zu insgesamt fünf Ligaeinsätzen. Im September 2019 wurde er innerhalb der Liga an den FK Ufa verliehen. Für Ufa kam er während der Leihe zu zehn Einsätzen.
Zur Saison 2020/21 kam er zunächst wieder zu Zenit zurück. Nach einem Einsatz für Zenit wechselte er allerdings im Oktober 2020 ein zweites Mal nach Rostow. In den folgenden vier Spielzeiten kam er zu 70 Einsätzen für Rostow in der Premjer-Liga. Im Juli 2024 wechselte er zum Zweitligisten Baltika Kaliningrad.